# Sinecalca
Sinecalca is een geslacht van vlinders van de familie venstervlekjes (Thyrididae).

## Soorten
- S. confusa Whalley, 1971
- S. insolita Whalley, 1971